# Цихориус, Людвиг Эмиль
Людвиг Эмиль Цихориус (нем. Ludwig Emil von Cichorius; 1770—1829) — профессор Дерптского университета.
Родился в Лейпциге 7 апреля 1770 года[по какому календарю?]. Изучал медицину в Лейпцигском университете, где и получил степень магистра и бакалавра врачебной науки.
В 1803 году приехал в имение Сиверсов Эйзекюль в Лифляндской губернии — в качестве домашнего учителя семьи. В 1804 году занял место прозектора Анатомического театра и профессора в Дерптском университете.
В 1814 году был избран ординарным профессором анатомии, физиологии и судебной медицины, в 1822 году — деканом медицинского факультета.
В 1825 году был произведён в коллежские советники. Вышел в отставку в 1827 году. Умер 15 (27) марта 1829 года